# Cadwaladerita
La cadwaladerita és un mineral de la classe dels halurs. Rep el seu nom de Charles Meigs Biddle Cadwalader (1885-1959), president de l'Acadèmia de Ciències Naturals de Filadèlfia, Estats Units.

## Característiques
La cadwaladerita és un halur de fórmula química Al₅(H₂O)₃(OH)₁₂·n(Cl,H₂O). Es tracta d'una espècia qüestionada per l'Associació Mineralògica Internacional. És un mineral amorf, que es troba en forma de grans amorfs i petites masses. És un mineral dèbilment higroscòpic.
Segons la classificació de Nickel-Strunz, la cadwaladerita pertany a «03.BD - Halurs simples, amb H₂O i OH addicional» juntament amb els següents minerals: lesukita, korshunovskita, nepskoeïta i koenenita.
L'any 2019 es demostra que la cadwaladerita i la lesukita són les mateixes espècies minerals. Com que la cadwaladerita té precedència històrica es reconeix com a espècie mineral vàlida, mentre que la lesukita resta desacreditada. La cadwaladerita redefineix la seva fórmula i abandona l'anterior: AlCl(OH)₂·4H₂O.

## Formació i jaciments
Es troba en dipòsits de sulfats, incrustada en halita. A banda de l'halita, també es sol trobar associada al guix. Va ser descoberta l'any 1941 a Cerros Pintados, a la Pampa del Tamarugal (Regió de Tarapacá, Xile). També se n'ha trobat a Kavir-e-Sagand (Yazd, Iran).